# Cattle King
Cattle King is een Amerikaanse western uit 1963 onder regie van Tay Garnett. Destijds werd de film in Nederland uitgebracht onder de titel Huurlingen van de dood.

## Verhaal
Sam Brassfield en Clay Mathews zijn twee veefokkers uit Wyoming. Brassfield wil hekken bouwen om zijn vee te beschermen, terwijl Mathews zijn landerijen open wil houden. Er ontstaat al gauw een oorlog tussen de veefokkers.

## Rolverdeling
| Acteur             | Personage                   |
| ------------------ | --------------------------- |
| Robert Taylor      | Sam Brassfield              |
| Robert Loggia      | Johnny Quatro               |
| Joan Caulfield     | Sharleen Travers            |
| Robert Middleton   | Clay Mathews                |
| Larry Gates        | President Chester A. Arthur |
| Malcolm Atterbury  | Abe Clevenger               |
| William Windom     | Harry Travers               |
| Virginia Christine | Ruth Winters                |
| Robert Devon       | Vince Bodine                |
| Ray Teal           | Ed Winters                  |
| Robert Ivers       | Webb Carter                 |
| Maggie Pierce      | June Carter                 |
| Woodrow Parfrey    | Stafford                    |
| Richard Tretter    | Hobie Renton                |
| John Mitchum       | Tex                         |